# Tumescencia peneal nocturna
La tumescencia peneal nocturna o tumescencia peneana nocturna (TPN) es una erección espontánea del pene. Cualquier hombre sin disfunción eréctil física experimenta este fenómeno, por lo general entre tres y cinco veces durante la noche. Típicamente ocurre durante la fase MOR del sueño, produciéndose entre 1 y 5 erecciones que suelen durar entre 15 y 40 minutos.
Un pene en estado flácido contiene principalmente sangre venosa, la cual transporta poco oxígeno. Al producirse la erección son las arterias las que llenan el pene de sangre rica en oxígeno que ayuda a revitalizar y regenerar los tejidos del mismo. Por tanto estos sucesos rutinarios son beneficiosos para la salud del pene.
La existencia y predicción de las tumescencias nocturnas son empleadas por los urólogos para determinar si se trata de un caso de disfunción eréctil física o psicológica. A un paciente con disfunción eréctil se le coloca un dispositivo elástico alrededor del pene mientras duerme; el dispositivo detecta los cambios en el estado del pene y recoge los datos en un ordenador para su posterior análisis. Si se detectan erecciones nocturnas, entonces la disfunción eréctil se debe presuntamente a problemas psicosomáticos como la ansiedad sexual, y por tanto a causas psicológicas.
Popularmente se piensa que una vejiga llena puede estimular una erección siendo por tanto una erección refleja. Los nervios que controlan la habilidad del hombre para tener una erección refleja están localizados en los nervios sacros de la médula espinal. Una vejiga llena se sabe que estimula ligeramente los nervios de la misma región. Este leve estímulo que durante el día compite con otros estímulos y distracciones, podría instigar una acción refleja durante el sueño al haber una ausencia de los otros estímulos.